# Radenko Bulatović
Radenko "Radoš" Bulatović (cirill betűkkel: Paдeнкo "Радош" Булатовић, Verbász, 1984. június 5.) szerb labdarúgó, az FK Novi Pazar játékosa.
Rados Bulatovic az OFK Pljevlja és a Hajduk Kula ificsapataiban kezdte labdarúgói pályafutását. 2002-ben igazolt a szerb FK Crvenka csapatához. Cservenkán 2004 nyaráig játszott. Innen került az ugyancsak szerbiai FK Hajduk Kula együtteséhez. A kulai csapatban 2008 nyaráig 80 mérkőzésen jutott szerephez, ezalatt 3 gólt szerzett. A 2008/2009-es szezont kölcsönben a Mladost Apatin csapatában töltötte. Az apatini csapat után az FK Sevojno következett. Az užicei csapat alapemberének számított, a Sevojno csapatkapitánya lett. Az ott eltöltött idő alatt 71 mérkőzésen 4 alkalommal talált be.
2011 nyarán írt alá a ZTE FC-hez, szerződése 2014. június 30-ig szól. Gyenge teljesítménye miatt a ZTE vezetősége 2012 januárjában felbontotta szerződését. Ezután írt alá a szerb FK Novi Pazar csapatához.